# Zuiderpershuis

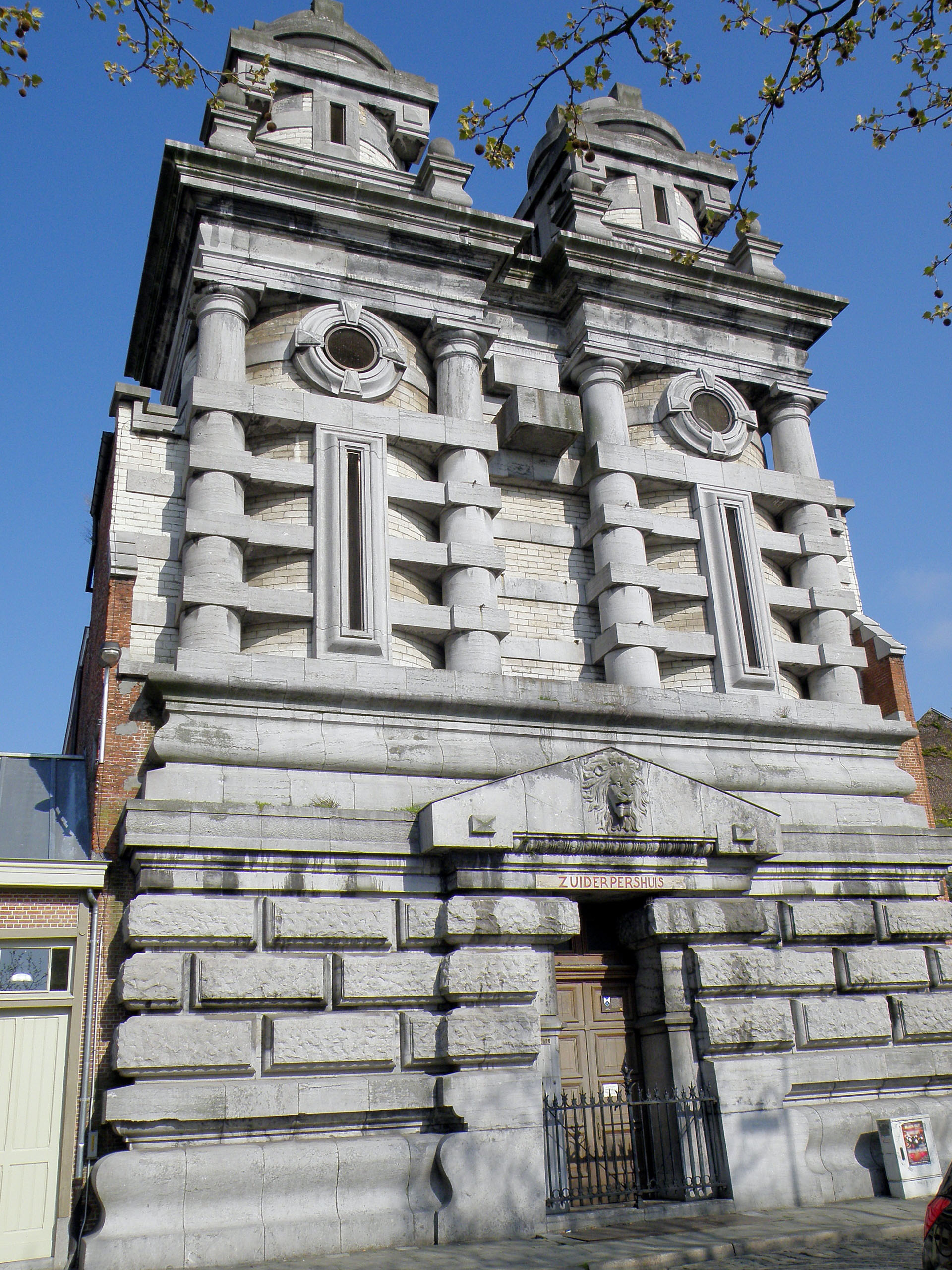
Het Zuiderpershuis.

Het Zuiderpershuis is een beschermd monument aan de Waalse Kaai in Antwerpen. 
Van 1883 tot 1977 voorzag het Zuiderpershuis als hydraulische krachtcentrale de haven van energie, voor het aandrijven van o.a. kranen, bruggen en sluizen. In 1984 betrok de Internationale Nieuwe Scène het gebouw en herbestemde het tot een culturele ontmoetingsplek. In de periode 1993 tot 2012 was het Zuiderpershuis de uitvalsbasis voor Wereldculturencentrum Zuiderpershuis vzw.
Sinds het stopzetten van overheidssubsidies aan het Wereldculturencentrum in 2012 biedt het gebouw onderdak aan verschillende socio-culturele organisatie, artiesten, kunstenaars, culturele ondernemers en jonge start-ups. concerten en theatervoorstellingen dus. Er zijn verschillende zalen waaronder de Grote Zaal, geschikt voor concerten, theatervoorstellingen, congressen en beurzen tot kleine voor lezingen, workshops, exposities e.d.. De foyer van het gebouw deed dienst als decor voor het rechtstreekse praatprogramma Café Corsari op Eén.

## Industriële geschiedenis: hydraulische krachtcentrale
Het Zuiderpershuis is een industrieel-archeologisch monument uit 1878. Het gebouw is een voorbeeld van de 'Vlaamse Renaissance', ontworpen door architect Ernest Dieltiens met een monumentale gevel. Hij meende immers dat 'werk en schoonheid' harmonieus konden samengaan. Het beantwoordde aan de evolutie om man- en paardenkracht meer en meer te vervangen door machines.
Het was een hydraulische krachtcentrale die 164 kranen, 6 sluizen, 8 bruggen, 3 rioolschuiven en 30 kaapstanders in de Antwerpse haven van energie voorzag. Het industrieel complex bestond uit twee massieve torens met accumulatoren, een machinezaal waar de stoomketel (en één reserve) stond, twee stookzalen met veertien stookketels en een kettinggloeioven. Daarnaast waren er ook werkplaatsen in ondergebracht: een volledig uitgeruste smidse en werkhuizen met draaibanken en schaafbanken. De stoomkracht werd echter vanaf het begin van de twintigste eeuw geleidelijk vervangen door elektriciteit. Toch duurde het nog tot 1958 vooraleer de stoommachines volledig vervangen werden door elektriciteit. Tot 1977 bediende de centrale nog de Nassaubrug. Daarna werd het Zuiderpershuis gesloten en enkel nog gebruikt als depot.
Al die tijd was het Zuiderpershuis eigendom van de Stad Antwerpen. In 1979 werd het gebouw beschermd als 'industrieel erfgoed' en nadien gerestaureerd.

## Herbestemming: culturele krachtcentrale

### Internationale Nieuwe Scene (INS)
Het leegstaande en sterk verkommerde Zuiderpershuiscomplex werd in 1984 betrokken door de Internationale Nieuwe Scène, die het aanvankelijk gebruikte als repetitieruimte voor haar tentproducties, om later uit te groeien tot vaste theaterzaal. Ondanks het grote aanpassingsvermogen van het theatergezelschap bleek na enige tijd dat er dringend nood was aan structurele herstellingswerken. Zo groeide het idee om het complex in zijn totaliteit te restaureren en cultureel te herbestemmen.

### Wereldculturencentrum Zuiderpershuis vzw (WCC)
Met de oprichting van podiumkunstenorganisatie Wereldculturencentrum Zuiderpershuis vzw in 1993 kreeg de culturele invulling van het Zuiderpershuis verder vorm. Voornaamste doelstelling was om de artistieke communicatie tussen westerse en niet-westerse culturen en gemeenschappen te bevorderen door het uitbouwen van een centrale ontmoetingsplaats met een brede multiculturele werking. Binnen het culturele landschap was het Wereldculturencentrum Zuiderpershuis vzw in Vlaanderen een buitenbeentje. Het uitgangspunt was namelijk expliciet 'wereldcultuur', en vooral de culturele uitwisseling tussen artiesten uit de hele wereld. Het Wereldculturencentrum bood een podium aan groepen van uiteenlopende culturele achtergrond, in verschillende genres. Het aanbod omvatte zowel (wereld-)muziek (onder meer ook jazz), dans en zang, als tentoonstellingen, theater en literatuur.
Bij de start van het cultuurcentrum in 1993 lag het accent vooral op het leren kennen van en een kans geven aan migrantencultuur, en dit zowel naar een allochtoon als autochtoon publiek. Nadien werd de programmatie sterk verruimd naar culturele producties uit de hele wereld. De foyer, waarvoor architect Bob Van Reeth de inrichting ontwierp, groeide uit tot een ontmoetingsplek voor mensen van alle verschillende continenten. Het centrum werd tot 2012 erkend en betoelaagd door het Vlaamse ministerie van Cultuur en ontving ook subsidies van de Stad Antwerpen. Na stopzetting van de overheidssubsidies hield de internationaal gerenommeerde werking op te bestaan.

### Zuiderpershuis vzw
Zuiderpershuis vzw werd in 1987 opgericht om als bouwheer te kunnen fungeren. Na bemiddeling door de Koning Boudewijnstichting werd in 1987 een erfpacht van 50 jaar gesloten tussen Zuiderpershuis vzw en de Stad Antwerpen, eigenaar van het gebouw. In deze erfpacht werd overeengekomen dat Zuiderpershuis vzw het gebouw zou restaureren en een 'schouwspelzaal met afhankelijkheden' zou inrichten. Tot 2012 nam Wereldculturencentrum vzw, als hoofdgebruiker van het gebouw tot 2012, de inhoudelijke programmatie op zich nam. 
Sinds 2012 neemt Zuiderpershuis vzw naast zijn rol als bouwheer, ook de verantwoordelijkheid van coördinator, facilitator, stimulator en organisator. De voorbije jaren vonden verschillende socio-culturele organisaties, kunstenaars, artiesten, culturele ondernemers en jonge start-ups tijdelijk of permanent onderdak in het Zuiderpershuis. Verder zorgen partnerschappen en samenwerkingen met andere organisaties ervoor dat het Zuiderpershuis een broedplaats vormt voor kruisbestuiving tussen verschillende artistieke en culturele disciplines.
Van een lokale hydraulische centrale voor de haven werd de 'energiecentrale' zo omgevormd tot een internationale culturele 'krachtcentrale'.

## In de media
Op 1 april 2015 was het Zuiderpershuis het podium voor een test van een drietal mediums tijdens het Vlaamse tv-programma Café Corsari. Mentalist Gili had de mediums door het Zuiderpershuis laten lopen, die allen onafhankelijk van elkaar in het gebouw een moord 'voelden'. In de uitzending onthulde Gili dat dagen voordat de mediums het gebouw betraden, er een fictief moordverhaal geplaatst was op de officiële website van het gebouw. Volgens Gili hadden de mediums waarschijnlijk aan hot reading gedaan.